# منتخب تاهيتي لكرة القدم للسيدات
منتخب تاهيتي الوطني لكرة القدم للسيدات  هو ممثل تاهيتي  الرسمي في المنافسات الدولية في كرة القدم للسيدات، يديريه اتحاد تاهيتي لكرة القدم.